# Nhà máy Dệt Nam Định
Nhà máy Dệt Nam Định nằm ở tỉnh Nam Định, từng là nhà máy lớn nhất Đông Dương. Sự ra đời của nhà máy đã tạo điều kiện cho phong trào cách mạng trong giai cấp công nhân hình thành và lớn mạnh không ngừng.

## Lịch sử
Nhà máy Dệt Nam Định từng là 1 cơ sở nghiên cứu về tơ lụa, do Toàn quyền Đông Dương De Lanessan lập ra.
Năm 1898, Toàn quyền Paul Doumer cho phép lập một nhà máy tơ chạy bằng hơi nước có 6 lò đặt ngay tại thành phố.
Năm 1900, một số tư bản Pháp trong Công ty bông - vải - sợi Bắc Kỳ đã hùn vốn với một thương nhân người Hoa là Bá Chính Hội cùng kinh doanh.
Sau năm 1954, Nhà máy được Nhà nước tiếp quản từ tay tư bản Pháp.
Cùng với tháp Phổ Minh, nhà máy dệt là một trong hai địa danh của tỉnh Nam Định được in trên đống tiền 100 đồng và 2000 đồng của Ngân hàng Nhà nước Việt Nam hiện nay.
Năm 2016, nhà máy được phá dỡ chỉ để lại một phần cho khu Liên hợp Dệt may hiện đại hơn.